# Stolzenhain an der Röder

Der Dorfanger von Stolzenhain mit der Dorfkirche

Stolzenhain an der Röder ist ein Ortsteil der Gemeinde Röderland im südöstlichen Teil Brandenburgs im Landkreis Elbe-Elster. Der Ortsteil hat 396 Einwohner (Stand Dezember 2024).

## Geographie
Stolzenhain liegt an der Großen Röder. Der Ort liegt ca. 75 km östlich von Leipzig, ca. 50 km nordwestlich von Dresden, ca. 130 km südlich von Berlin und ca. 70 km südwestlich von Cottbus.
Der westliche Arm der Großen Röder trägt von jeher den Namen „Landgraben“. Neben der jetzigen Röderbrücke existierte eine Furt durch den Fluss.

## Geschichte

Stolzenhain auf einer geschichtlichen Karte des Kreises Liebenwerda (1910).

### Gründung
Die erste urkundliche Erwähnung stammt aus dem Jahr 1406. Der Ort Stolzenhain liegt im Herrschaftsbereich der Markgrafen von Meißen.
Die Bischöfe von Naumburg hatten bei der Gründung des Ortes eine wichtige, wenn auch nicht vollständig geklärte Rolle. Ein Adelsgeschlecht mit dem Namen „von Stolzenhain“, Ministeriale der Bischöfe von Naumburg war in dieser Gegend aktiv. Die „von Stolzenhain“ stammen laut den Urkunden aus der Gegend von Zeitz, das damals zum Bistum Naumburg gehörte, wo ein weiterer Ort namens Stolzenhain existiert, der zu Droyßig gehört.
Stolzenhain ist ein typisches Angerdorf. Wegen des abgerundeten Angers wurde ein slawischer Rundling als Vorgängersiedlung vermutet, an welchen der spätere Dorfanger angegliedert wurde. Schriftlichen Quellen oder archäologische Grabungen, die dies bestätigen, fehlen jedoch.

### Zugehörigkeit und überregionale Politik
Seit seiner Gründung gehörte der Ort Stolzenhain zur Markgrafschaft Meißen. Durch deren Verschmelzung mit dem Kurfürstentum Sachsen im Jahr 1423 wurde der Ort sächsisch.
Wie die Nachbarorte Saathain und Wainsdorf gehörte Stolzenhain bis 1475 den Freiherren von Köckeritz, danach bis 1716 den Freiherren von Schleinitz, die jeweils die Gutsherren von Saathain waren.

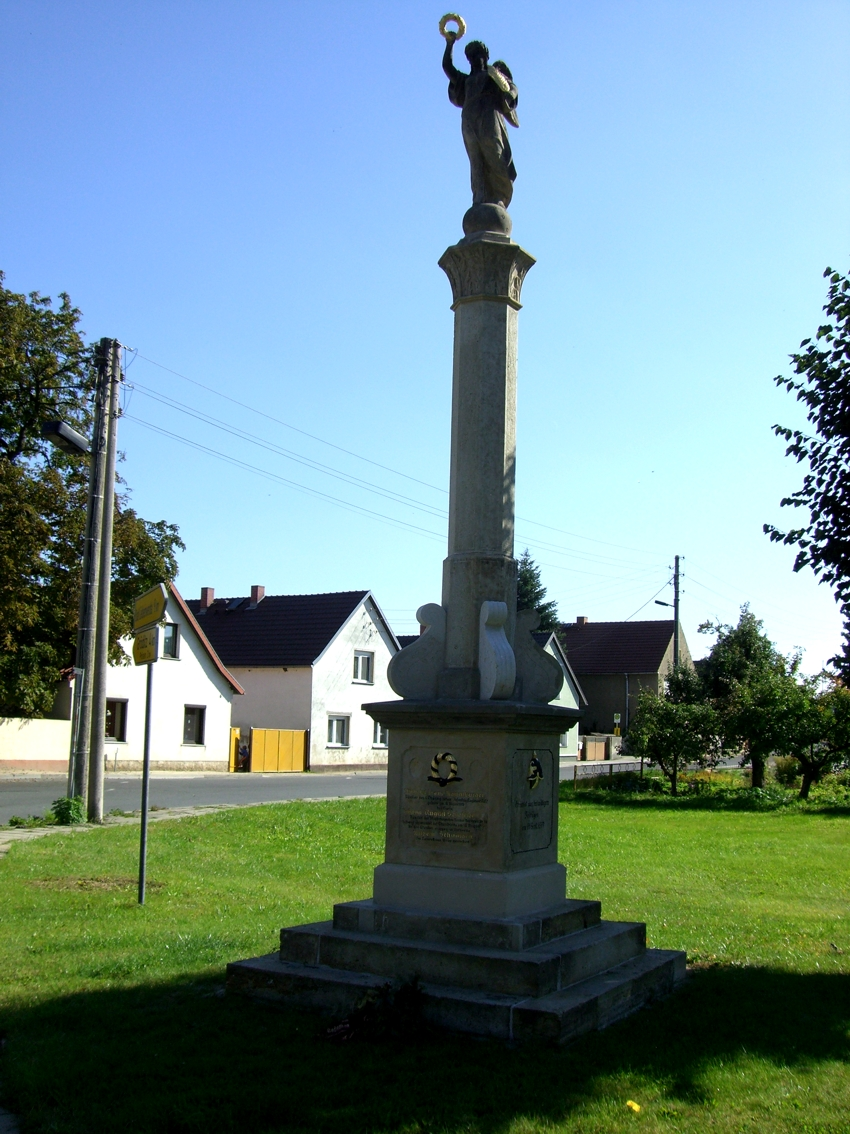
Denkmal für die Gefallenen des Deutsch-Französischen Krieges

Durch den Wiener Kongress von 1815 erfolgte eine Abtrennung von Sachsen und die Angliederung an das Königreich Preußen. Innerhalb Preußens wurde Stolzenhain Teil der nach 1815 geschaffenen Provinz Sachsen.
Im Jahre 1833 kauften sich die Bauern im Zuge der Separation von den Frondiensten an den Gutsherren von Saathain frei.
Zum Gedenken an die Gefallenen des Deutsch-Französischen Krieges wurde im Jahr 1879 ein Denkmal errichtet. Lektor Bruno Seener aus Dresden schuf 1937/1938 ein Gemälde an der Außenwand der Dorfschule. Es stellt die vier Jahreszeiten dar.
Nach dem Ende des Zweiten Weltkrieges gehörte Stolzenhain innerhalb der Deutschen Demokratischen Republik zum Land Sachsen-Anhalt, bis zu dessen Auflösung im Jahr 1952. Danach gehörte Stolzenhain bis zum Ende der Existenz der Deutschen Demokratischen Republik im Jahr 1990 zum Bezirk Cottbus.
Im Zuge der Bodenreform wurde der Besitz des Gutes Saathain aufgeteilt, wodurch auch Bauern aus Stolzenhain profitierten. Nach dem Jahr 1952 begannen die Bemühungen um die Bildung einer LPG, die auch auf Widerstand stieß. Die LPG wurde im Jahr 1955 gegründet. Die LPG wurde im Jahr 1991 aufgelöst und als GmbH neu gegründet.
Nachdem Anschluss an die Bundesrepublik Deutschland und der Schaffung neuer Bundesländer fiel Stolzenhain an Brandenburg. Im Zuge einer Gemeindegebietsreform wurde die Gemeinde Stolzenhain Teil des Amtes Röderland, deren Gemeinden sich am 26. Oktober 2003 zu einer amtsfreien Gemeinde vereinten.

### Handel und Verkehr
Stolzenhain liegt am Pechweg, einer Seitenlinie der Halleschen Salzstraße (oder Niederstrasse), die von Mainz über Erfurt, Halle und Strehla nach Osten führte. Die Kaufleute nutzten den Pechweg, der über Elsterwerda, Saathain, Stolzenhain und Nauwalde zur Elbe führte, um den lästigen Warenzoll in Frauenhain zu umgehen.
Auch scheint der Warenverkehr in Nord-Süd-Richtung durch Stolzenhain geflossen zu sein, da auch Händler aus Freiberg, Döbeln oder Oschatz die Warenzölle zu umgehen versuchten.
Im Jahr 1739 ist die Stolzenhainer Viehordnung erlassen worden.
Das genaue Alter der Röderbrücke lässt sich nicht bestimmen, sie wurde 1617 erwähnt, als der Brückenzoll erhöht werden sollte. Die Röderbrücke gehörte dem Gut Saathain und wurde an die Kirche Stolzenhains verpachtet. Die Kirche hatte für die Unterhaltung der Brücke zu sorgen und erhielt dafür den Brückenzoll. Durch den Bau mehrerer Brücken in anderen Orten gingen die Zolleinnahmen stetig zurück.
Im Jahr 1889 wurde eine massive Brücke gebaut, die unter der Kontrolle der Gemeinde stand. Die Röderbrücke sollte im Jahr 1945 gesprengt werden, was jedoch verhindert werden konnte.

### Feuerwehr
1686 fielen neun Höfe, fünf Scheunen und die Schenke mit Brauhaus einem Brand zum Opfer.
Im Jahr 1890 war die Bildung einer Freiwilligen Feuerwehr durch die Gemeinde abgelehnt worden, da man ortsintern eine andere Lösung fand. Durch amtliche Anordnung wurde 1934 eine Freiwillige Feuerwehr geschaffen, 1939 wurde eine Motorspritze TS4 angeschafft, die während des Krieges verschwand. 1960 erhielt die Feuerwehr ihr erstes Lösch-Fahrzeug, das erstmals 1963 bei einem Brand eingesetzt wurde. 1969 erfolgte der Bau eines neuen Feuerwehrhauses. 1980 wurde das alte Löschfahrzeug gegen ein neues getauscht und 1983 ein Schlauchtrockenmast aufgestellt.
Ende 2007 wurde eine alte Scheune (Lehmannscheune) nahe der Röderbrücke zu einem neuen Feuerwehrhauses umgebaut.

### Historisches Gemeindesiegel

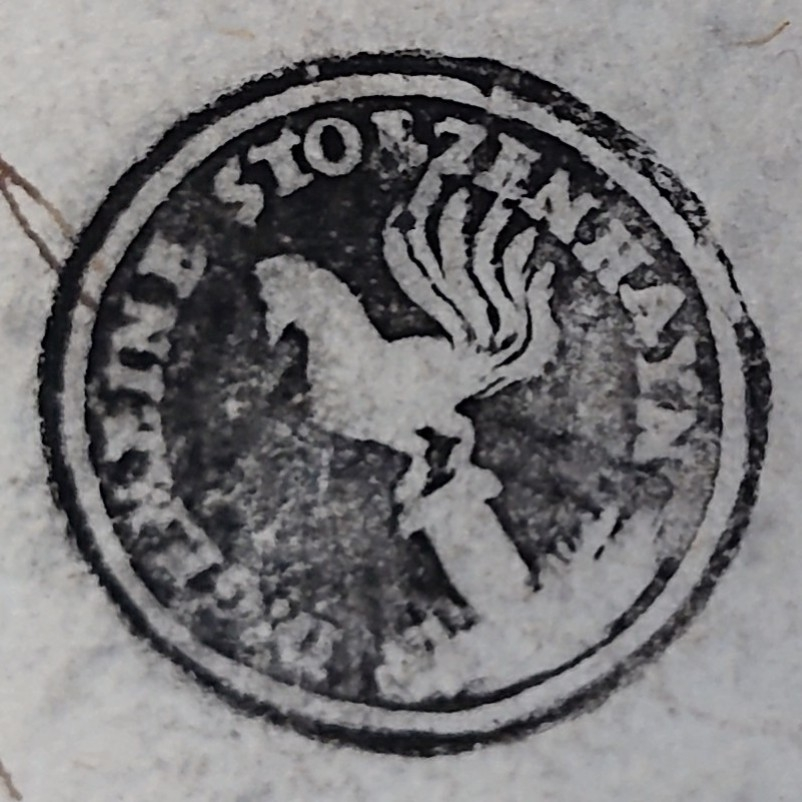
Abdruck des Siegels der früheren Gemeinde, 1817

Der Ort verfügte bereits zu Beginn des 19. Jahrhunderts über ein Gemeindesiegel, das einen stolzen Hahn auf einer Säule zeigte.

### Hochwasser
Überflutungen sind für folgende Jahre überliefert: 1629, 1770, 1854 und 1859. Dagegen trockneten im Jahr 1706 alle Gewässer aus.

### Bevölkerungsentwicklung
| Einwohnerentwicklung von Stolzenhain ab 1875 bis 2002 | Einwohnerentwicklung von Stolzenhain ab 1875 bis 2002 | Einwohnerentwicklung von Stolzenhain ab 1875 bis 2002 | Einwohnerentwicklung von Stolzenhain ab 1875 bis 2002 | Einwohnerentwicklung von Stolzenhain ab 1875 bis 2002 | Einwohnerentwicklung von Stolzenhain ab 1875 bis 2002 | Einwohnerentwicklung von Stolzenhain ab 1875 bis 2002 | Einwohnerentwicklung von Stolzenhain ab 1875 bis 2002 | Einwohnerentwicklung von Stolzenhain ab 1875 bis 2002 | Einwohnerentwicklung von Stolzenhain ab 1875 bis 2002 | Einwohnerentwicklung von Stolzenhain ab 1875 bis 2002 | Einwohnerentwicklung von Stolzenhain ab 1875 bis 2002 | Einwohnerentwicklung von Stolzenhain ab 1875 bis 2002 | Einwohnerentwicklung von Stolzenhain ab 1875 bis 2002 |
| Jahr                                                  | Einwohner                                             |                                                       | Jahr                                                  | Einwohner                                             |                                                       | Jahr                                                  | Einwohner                                             |                                                       | Jahr                                                  | Einwohner                                             |                                                       | Jahr                                                  | Einwohner                                             |
| ----------------------------------------------------- | ----------------------------------------------------- | ----------------------------------------------------- | ----------------------------------------------------- | ----------------------------------------------------- | ----------------------------------------------------- | ----------------------------------------------------- | ----------------------------------------------------- | ----------------------------------------------------- | ----------------------------------------------------- | ----------------------------------------------------- | ----------------------------------------------------- | ----------------------------------------------------- | ----------------------------------------------------- |
| 1875                                                  | 300                                                   |                                                       | 1946                                                  | 475                                                   |                                                       | 1989                                                  | 373                                                   |                                                       | 1995                                                  | 367                                                   |                                                       | 2001                                                  | 354                                                   |
| 1890                                                  | 350                                                   |                                                       | 1950                                                  | 483                                                   |                                                       | 1990                                                  | 382                                                   |                                                       | 1996                                                  | 391                                                   |                                                       | 2002                                                  | 345                                                   |
| 1910                                                  | 400                                                   |                                                       | 1964                                                  | 392                                                   |                                                       | 1991                                                  | 380                                                   |                                                       | 1997                                                  | 384                                                   |                                                       |                                                       |                                                       |
| 1925                                                  | 483                                                   |                                                       | 1971                                                  | 403                                                   |                                                       | 1992                                                  | 371                                                   |                                                       | 1998                                                  | 374                                                   |                                                       |                                                       |                                                       |
| 1933                                                  | 519                                                   |                                                       | 1981                                                  | 400                                                   |                                                       | 1993                                                  | 371                                                   |                                                       | 1999                                                  | 368                                                   |                                                       |                                                       |                                                       |
| 1939                                                  | 365                                                   |                                                       | 1985                                                  | 402                                                   |                                                       | 1994                                                  | 369                                                   |                                                       | 2000                                                  | 352                                                   |                                                       |                                                       |                                                       |

## Kultur und Sehenswürdigkeiten

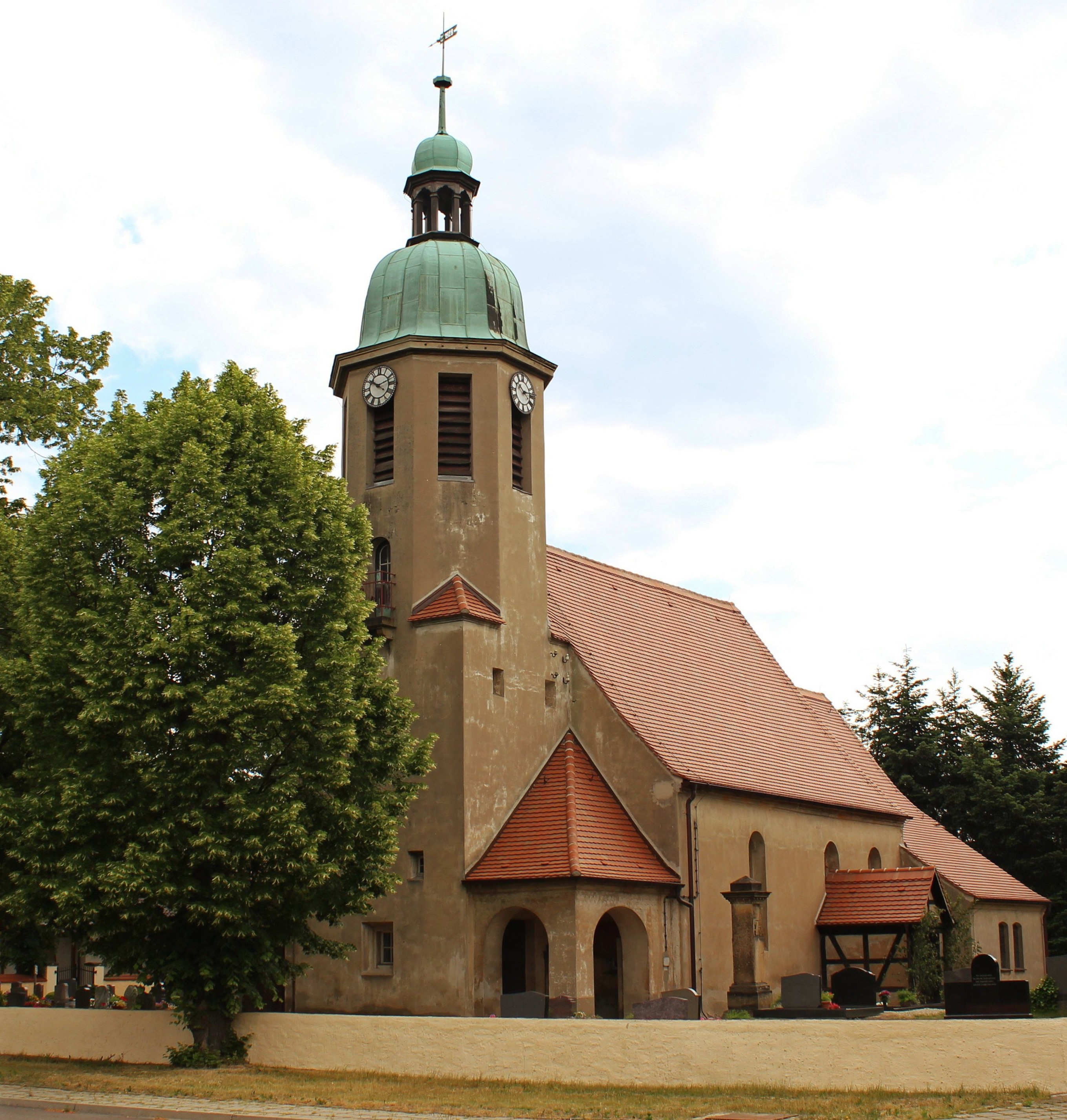
Dorfkirche

### Dorfkirche
Für das Jahr 1539 wird die Existenz einer Kapelle bestätigt. 1592 wurde die Stolzenhainer Dorfkirche errichtet. Sie unterstand der Parochie Saathain, die vom Gut Saathain vor 1575 eingerichtet worden war. Manchmal wird auch von der Parochie Stolzenhain gesprochen, jedoch hatte der Pastor seinen Sitz in Saathain.
Im Jahr 1602 wurde ein Pestfriedhof angelegt. Die Kirche wurde in den Jahren 1727 und 1986–1992 restauriert. 1928 wurde der durch eine Überflutung beschädigte Kirchturm abgetragen und bis zum Jahr 1929 wieder errichtet.

### Grenzsteine
Stolzenhain besitzt im Süden eine Grenze zu Sachsen. Die Grenzsteine zwischen den ehemaligen Königreichen Preußen und Sachsen sind teilweise erhalten.

## Wirtschaft und Infrastruktur

### Wirtschaft
In Stolzenhain sind nur wenige Gewerbebetriebe ansässig. Zu den bedeutendsten Betrieben gehört gegenwärtig die 1991 gegründete Lawi GmbH, welche aus der früheren LPG des Ortes hervorgegangen ist. Die Lawi bewirtschaftet einen großen Teil der landwirtschaftlichen Flächen in der Gemeinde Röderland. Außerdem wurde im Jahre 1990 das Holz-Zentrum Theile gegründet, welches 1997 aufgrund der weiteren Expansion in das Gewerbegebiet Ost im benachbarten Elsterwerda umzog. Daneben gibt es in Stolzenhain noch einige kleine Gewerbebetriebe (Einzelhandel, Handwerk) und zwei Archäologen auf dem Dietrichshof. An Gastronomie- und Beherbergungsbetrieben verfügt Stolzenhain über die Röderschänke am Sportplatz. Die Gebäude der früher ebenfalls in Stolzenhain ansässigen Landbäckerei Stolzenhain standen seit deren Insolvenz leer. Seit 2007 haben sie einen neuen Eigentümer.

### Verkehr
Durch den Ort läuft die Landesstraße 59 Ortrand – Bad Liebenwerda. Ferner beginnen in Stolzenhain die Kreisstraße 6206 nach Elsterwerda-Kotschka mit Anschluss an die B 101/B 169 sowie die Kreisstraße 6207 über Saathain nach Elsterwerda-Biehla mit Anschluss an die B 101.

## Persönlichkeiten
- Johann Christian Jahn (1797–1846), Altphilologe und Pädagoge
- Rudolf Höll (* 1936), Geologe